# Beieroschema tricuspidatum
Beieroschema tricuspidatum är en insektsart som först beskrevs av Max Beier 1954.  Beieroschema tricuspidatum ingår i släktet Beieroschema och familjen vårtbitare. Inga underarter finns listade i Catalogue of Life.